# Nibas
 Nibas  es una población y comuna francesa, en la región de Picardía, departamento de Somme, en el distrito de Abbeville y cantón de Friville-Escarbotin.

## Demografía
| 728 | 712 | 652 | 719 | 809 | 749 |
| Para los censos de 1962 a 1999 la población legal corresponde a la población sin duplicidades (Fuente: INSEE [Consultar]) |     |     |     |     |     |